# Nemanja Bjelica
Nemanja Bjelica (alfabeto serbio: Немања Бјелица; Belgrado; 9 de mayo de 1988) es un exjugador de baloncesto serbio que disputó 15 temporadas como profesional, 7 de ellas en la NBA donde consiguió un anillo de campeón. Con una estatura de 2,08 metros, jugaba en la posición de ala-pívot.

## Carrera

### Europa
Bjelica se forma en la cantera de Partizán de Belgrado pero comienza su carrera profesional en Austria defendiendo los colores del Arkadia Traiskirchen Lions en la temporada  2007–08. En el 2008 el retorna a su país para jugar con Estrella Roja de Belgrado en la Liga Adriática reclamado por el técnico Svetislav Pešić y permanece dos temporadas en el club. En el verano de 2009 juega con la Selección Serbia el Europeo de Polonia, donde obtiene la medalla de Plata.
Es seleccionado en la trigésimo quinta posición del Draft de 2010 por Washington Wizards, quienes posteriormente traspasan sus derechos a Minnesota Timberwolves. Durante ese verano se convierte en una de los máximos reclamos del mercado estival, con media Europa y el equipo con sus derechos NBA pujando por hacerse con sus servicios, hasta que el Baskonia anunció su fichaje con un contrato de larga duración para la disputa de la liga ACB y la Euroliga. En el Saski Baskonia juega 3 años y promedia 7 puntos y 4 rebotes por partido en la liga ACB.

### NBA
Después de dos años rindiendo a gran nivel en el Fenerbahçe Ülkerspor, sobre todo el segundo en el que es nombrado MVP de la Euroliga, en verano de 2015 ficha por los Minnesota Timberwolves, equipo en el que debuta anotando, 8 puntos y recogiendo 5 rebotes en 23 minutos de juego.
Después de tres años en Minnesota, en julio de 2018 ficha por Philadelphia 76ers, para días después renunciar, con deseo de volverse a jugar a Europa. Pero finalmente fichó por los Sacramento Kings por tres temporadas y 20,5 millones de dólares.
Durante su tercer año en Sacramento, el 25 de marzo de 2021, es traspasado a Miami Heat a cambio de Maurice Harkless y Chris Silva.
El 3 de agosto de 2021 se hace oficial su incorporación a Golden State Warriors por el mínimo de veterano y un año.
El 16 de junio de 2022 se proclama campeón de la NBA por primera vez en su carrera, tras vencer a los Celtics en la Final (4-2).

### Turquía y retirada
El 1 de julio de 2022 firma con el Fenerbahçe SK de la Liga turca.
El 12 de septiembre de 2023 se confirma su fichaje por el Estrella Roja de Belgrado de la ABA Liga, pero poco tiempo después, a mediados de octubre y con 35 años, anuncia su retirada del baloncesto profesional, debido a las lesiones.

## Selección nacional

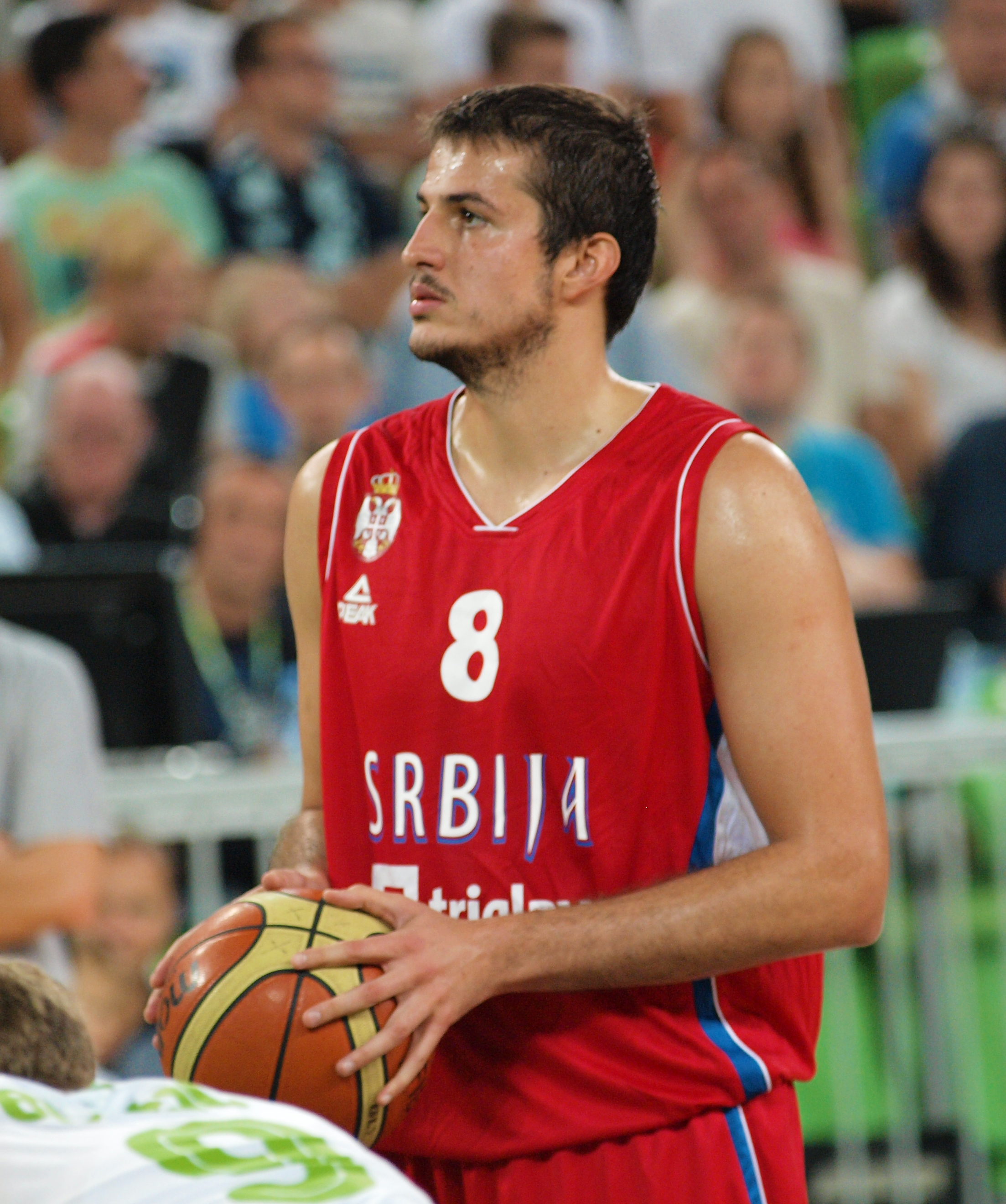
Bjelica con Serbia en 2015.

[actualizar]

## Estadísticas de su carrera en la NBA

### Temporada regular
| Año     | Equipo       | PJ  | PT  | MPP  | %TC  | %3P  | %TL  | RPP | APP | ROB | TPP | PPP  |
| ------- | ------------ | --- | --- | ---- | ---- | ---- | ---- | --- | --- | --- | --- | ---- |
| 2015-16 | Minnesota    | 60  | 0   | 17.9 | .468 | .384 | .727 | 3.5 | 1.4 | .4  | .4  | 5.1  |
| 2016-17 | Minnesota    | 65  | 1   | 18.3 | .424 | .316 | .738 | 3.8 | 1.2 | .6  | .3  | 6.2  |
| 2017-18 | Minnesota    | 67  | 21  | 20.5 | .461 | .415 | .800 | 4.1 | 1.3 | .7  | .2  | 6.8  |
| 2018-19 | Sacramento   | 77  | 70  | 23.2 | .479 | .401 | .761 | 5.8 | 1.9 | .7  | .7  | 9.6  |
| 2019-20 | Sacramento   | 72  | 67  | 27.9 | .481 | .419 | .821 | 6.4 | 2.8 | .9  | .6  | 11.5 |
| 2020-21 | Sacramento   | 26  | 1   | 16.9 | .460 | .293 | .762 | 3.8 | 1.9 | .3  | .1  | 7.2  |
| 2020-21 | Miami        | 11  | 2   | 14.2 | .435 | .370 | .556 | 2.5 | 1.8 | .6  | .3  | 5.0  |
| 2021-22 | Golden State | 71  | 0   | 16.1 | .468 | .362 | .728 | 4.1 | 2.2 | .6  | .4  | 6.1  |
| Total   | Total        | 449 | 162 | 20.4 | .466 | .384 | .759 | 4.6 | 1.8 | .6  | .4  | 7.6  |

### Playoffs
| Año   | Equipo       | PJ | PT | MPP  | %TC  | %3P  | %TL  | RPP | APP | ROB | TPP | PPP |
| ----- | ------------ | -- | -- | ---- | ---- | ---- | ---- | --- | --- | --- | --- | --- |
| 2018  | Minnesota    | 5  | 0  | 9.4  | .438 | .517 | .714 | 3.0 | .6  | .6  | .0  | 4.6 |
| 2021  | Miami        | 2  | 0  | 15.0 | .455 | .500 | .667 | 2.5 | 1.0 | 1.0 | .5  | 9.0 |
| 2022  | Golden State | 15 | 0  | 10.0 | .529 | .375 | .571 | 2.1 | 1.1 | .3  | .1  | 2.9 |
| Total | Total        | 22 | 0  | 10.3 | .492 | .478 | .650 | 2.3 | 1.0 | .4  | .1  | 3.8 |

## Logros y reconocimientos
Selección
- Eurobasket 2009
- Copa Mundial de Baloncesto de 2014

Clubes
- Liga de Turquía (2014)
- Copa de baloncesto de Turquía (2013)
- 2× Zadar Basketball Tournament (2014, 2015)
- Campeón de la NBA (2022)

Individual
- Mejor quinteto Liga Serbia (2010)
- MVP de la Euroliga (2015)
- Mejor Quinteto de la Euroliga (2015)
- Jugador serbio del año (2015)